# Doença diverticular do cólon
A doença diverticular do cólon é uma condição que surge do aparecimento de divertículos, protrusões saculares da mucosa colônica através da camada muscular do órgão. Engloba a diverticulose (presença de divertículos) a diverticulite (inflamação de um divertículo) e sangramento diverticular.